# Campionat capverdià de futbol 2016
La temporada 2016 de la Lliga capverdiana de futbol fou la 37a edició d'aquesta competició de futbol de Cap Verd. Va començar el 15 de maig i va finalitzar el 9 de juliol. El torneig estava organitzat per la Federació Capverdiana de Futbol (FCF). El calendari de la competició es va fixar diumenge 15 de novembre de 2015, amb el mateix format que l'any anterior, amb una lligueta de dos grups, dues semifinals i una final. El club CS Mindelense va guanyar el seu 12è títol, aconseguint així el seu quart títol consecutiu.
El club CS Mindelense era el defensor del títol. Van participar en la competició un total de 12 clubs, un de cada lliga insular, i un més com a guanyador del títol de la temporada anterior.
La victòria més àmplia va ser del Mindelense, que es va imposar 5-2 sobre el Sal-Rei FC. Només un club, també el Mindelense, va marcar més de 10 gols durant la fase de grups.

## Clubs participants
- CS Mindelense, guanyador del Campionat capverdià de futbol 2015
- Sal-Rei FC, guanyador de la Lliga de Boa Vista de futbol
- Sporting Brava, guanyador de la Lliga de Brava de futbol
- Vulcânicos FC, guanyador de la Lliga de Fogo de futbol
- Académico 83, guanyador de la Lliga de Maio de futbol
- Académico do Aeroporto, guanyador de la Lliga de Sal de futbol
- GD Varandinha, guanyador de la Lliga de Santiago de futbol (Nord)
- Desportivo da Praia, guanyador de la Lliga de Santiago de futbol (Sud)
- Sinagoga FC, guanyador de la Lliga de Santo Antão de futbol (Nord)
- Académica do Porto Novo, guanyador de la Lliga de Santo Antão de futbol (Sud)
- SC Atlético, guanyador de la Lliga de São Nicolau de futbol
- FC Derby, finalista de la Lliga de São Vicente de futbol

### Informació sobre els clubs
| Club                    | Seu           |
| ----------------------- | ------------- |
| CS Mindelense           | Mindelo       |
| Sal-Rei FC              | Sal Rei       |
| Sporting Brava          | Nova Sintra   |
| Vulcânicos FC           | São Filipe    |
| Académico 83            | Vila do Maio  |
| Académico do Aeroporto  | Espargos      |
| GD Varandinha           | Tarrafal      |
| Desportivo da Praia     | Praia         |
| Sinagoga FC             | Sinagoga      |
| Académica do Porto Novo | Porto Novo    |
| SC Atlético             | Ribeira Brava |
| FC Derby                | Mindelo       |

## Classificació

### Grup A
| Pos. | Equip               | PJ | PG | PE | PP | GF | GC | Dif.G | Pts. |
| ---- | ------------------- | -- | -- | -- | -- | -- | -- | ----- | ---- |
| 1    | FC Derby            | 5  | 4  | 1  | 0  | 8  | 2  | +6    | 13   |
| 2    | GD Varandinha       | 5  | 3  | 1  | 1  | 9  | 4  | +5    | 10   |
| 3    | Desportivo da Praia | 5  | 2  | 1  | 2  | 7  | 6  | +1    | 7    |
| 4    | Sporting Brava      | 5  | 2  | 0  | 3  | 6  | 7  | -1    | 6    |
| 5    | SC Atlético         | 5  | 1  | 1  | 3  | 5  | 10 | -5    | 4    |
| 6    | Sinagoga FC         | 5  | 0  | 2  | 3  | 4  | 10 | -6    | 2    |

### Grup B
| Pos. | Equip                   | PJ | PG | PE | PP | GF | GC | Dif.G | Pts. |
| ---- | ----------------------- | -- | -- | -- | -- | -- | -- | ----- | ---- |
| 1    | CS Mindelense           | 5  | 3  | 2  | 0  | 11 | 3  | +8    | 11   |
| 2    | Académica do Porto Novo | 5  | 3  | 2  | 0  | 6  | 1  | +5    | 11   |
| 3    | Académico do Aeroporto  | 5  | 2  | 1  | 2  | 4  | 4  | 0     | 7    |
| 4    | Académico 83            | 5  | 1  | 2  | 2  | 5  | 8  | -3    | 5    |
| 5    | Sal-Rei FC              | 5  | 1  | 1  | 3  | 8  | 11 | -3    | 4    |
| 6    | Vulcânicos FC           | 5  | 1  | 0  | 4  | 2  | 9  | -7    | 3    |

## Resultats
| Sinagoga FC            | 2 - 3 | Sporting Brava          | 15 maig |
| FC Derby               | 3 - 1 | SC Atlético             | 15 maig |
| Desportivo da Praia    | 1 - 3 | GD Varandinha           | 1 juny  |
| Académico do Aeroporto | 3 - 0 | Académico 83            | 14 maig |
| Sal-Rei FC             | 3 - 0 | Vulcânicos FC           | 14 maig |
| CS Mindelense          | 1 - 1 | Académica do Porto Novo | 14 maig |

| Sinagoga FC             | 0 - 0 | Desportivo da Praia | 21 maig |
| GD Varandinha           | 0 - 0 | FC Derby            | 21 maig |
| SC Atlético             | 1 - 0 | Sporting Brava      | 21 maig |
| Académico do Aeroporto  | 1 - 0 | Sal-Rei FC          | 21 maig |
| Vulcânicos FC           | 0 - 3 | CS Mindelense       | 22 maig |
| Académica do Porto Novo | 2 - 0 | Académico 83        | 22 maig |

| GD Varandinha       | 3 - 0 | Sinagoga FC             | 28 maig |
| Desportivo da Praia | 3 - 0 | SC Atlético             | 28 maig |
| Sporting Brava      | 0 - 1 | FC Derby                | 29 maig |
| Vulcânicos FC       | 2 - 0 | Académico do Aeroporto  | 28 maig |
| Sal-Rei FC          | 0 - 2 | Académica do Porto Novo | 28 maig |
| Académico 83        | 0 - 0 | CS Mindelense           | 28 maig |

| SC Atlético             | 2 - 2 | Sinagoga FC            | 4 juny |
| Sporting Brava          | 2 - 1 | GD Varandinha          | 4 juny |
| FC Derby                | 2 - 1 | Desportivo da Praia    | 5 juny |
| Académico 83            | 2 - 0 | Vulcânicos FC          | 4 juny |
| CS Mindelense           | 5 - 2 | Sal-Rei FC             | 5 juny |
| Académica do Porto Novo | 0 - 0 | Académico do Aeroporto | 5 juny |

| Sinagoga FC            | 0 - 2 | FC Derby                | 11 juny |
| Desportivo da Praia    | 2 - 1 | Sporting Brava          | 11 juny |
| GD Varandinha          | 2 - 1 | SC Atlético             | 11 juny |
| Académico do Aeroporto | 0 - 2 | CS Mindelense           | 12 juny |
| Vulcânicos FC          | 0 - 1 | Académica do Porto Novo | 12 juny |
| Sal-Rei FC             | 3 - 3 | Académico 83            | 12 juny |

## Fase final
|  | Semifinals | Semifinals              | Semifinals              | Semifinals | Semifinals |   |               | Final | Final | Final | Final | Final |
|  |            |                         |                         |            |            |   |               |       |       |       |       |       |
|  |            | GD Varandinha           | 1                       | 0          | 1          |   |               |       |       |       |       |       |
|  |            | CS Mindelense           | 4                       | 2          | 6          |   |               |       |       |       |       |       |
|  |            | CS Mindelense           | 4                       | 2          | 6          |   | CS Mindelense | 0     | 1     | 1     |       |       |
|  |            |                         |                         |            |            |   | CS Mindelense | 0     | 1     | 1     |       |       |
|  |            |                         | Académica do Porto Novo | 1          | 0          | 1 |               |       |       |       |       |       |
|  |            | Académica do Porto Novo | Académica do Porto Novo | 1          | 0          | 1 | 0             | 2     | 2     |       |       |       |
|  |            | Académica do Porto Novo |                         |            |            |   | 0             | 2     | 2     |       |       |       |
|  |            | FC Derby                | 0                       | 2          | 2          |   |               |       |       |       |       |       |

### Semifinals
| GD Varandinha | 1:4 | CS Mindelense |
| ------------- | --- | ------------- |
|               |     |               |

| Académica do Porto Novo | 0:0 | FC Derby |
| ----------------------- | --- | -------- |
|                         |     |          |

| CS Mindelense | 2:0 | GD Varandinha |
| ------------- | --- | ------------- |
|               |     |               |

| FC Derby | 2:2 | Académica do Porto Novo |
| -------- | --- | ----------------------- |
|          |     |                         |

### Final
| CS Mindelense | 0:1 | Académica do Porto Novo |
| ------------- | --- | ----------------------- |
|               |     | Scholot 89'             |

 Estádio Municipal Adérito Sena
Mindelo
| Académica do Porto Novo | 0:1 | CS Mindelense |
| ----------------------- | --- | ------------- |
|                         |     | Djinkély 38'  |
| Tanda de penals         |     |               |
|                         | 4:5 |               |

 Estádio Municipal do Porto Novo
Porto Novo
| Guanyador CS Mindelense 12è títol |